# North Bay Battalion
North Bay Battalion je kanadský juniorský klub ledního hokeje, který sídlí v North Bay v provincii Ontario. Založen byl v roce 2013 po přestěhování týmu Brampton Battalion do North Bay. Od roku 2013 působí v juniorské soutěži Ontario Hockey League (dříve Ontario Hockey Association). Své domácí zápasy odehrává v hale North Bay Memorial Gardens s kapacitou 4 246 diváků. Klubové barvy jsou khaki, žlutá, černá a bílá.
Nejznámější hráči, kteří prošli týmem, byli např.: Cam Dineen, Mark Shoemaker nebo Brett McKenzie.

## Přehled ligové účasti
Zdroj: 
- 2013– : Ontario Hockey League (Centrální divize)